# Benson (poisson)
Pour les articles homonymes, voir Benson.
Benson, né en 1984 et mort en août 2009, est une carpe commune femelle célèbre en Grande-Bretagne pour le nombre de fois où elle a été capturée,,. 
Benson est mort le 4 août 2009, à l'âge de 25 ans. Au moment de sa mort, elle pèse le même poids qu'un gros chien et vaut 20 000 £. Le propriétaire du lac où elle vivait allègue qu'elle avait été accidentellement empoisonnée par des pêcheurs utilisant des souchets comestibles non cuits comme appât, bien que des preuves indiquent le contraire. Une autre cause possible de décès est les complications lors de la production d'œufs.

## Notoriété
Le poisson, une femelle, fait à l'origine partie d'un couple : son compagnon d'origine, Hedges, a disparu dans une crue de la rivière Nene en 1998. Les deux poissons sont nommés en raison d'un trou dans la nageoire dorsale de Benson qui ressemblait à une brûlure de cigarette et en référence à Benson & Hedges. À son pic de poids, en 2006, elle pèse 29.1 kg.
La popularité de Benson est telle qu'elle a été capturée 63 fois en 13 ans, bien que l'accessibilité qui l'a rendue populaire ait également suscité la controverse parmi l'élite de la pêche à la ligne. Elle a également été qualifiée de "poisson du peuple" ("people's fish) et a été élue par les lecteurs de Angler's Mail (en) comme la carpe préférée de Grande-Bretagne en 2005.
Benson vivait dans le lac Kingfisher au complexe Bluebell Lakes, à Tansor juste à l'extérieur d'Oundle dans le Northamptonshire. Elle est l'une des quelque 150 carpes des lacs Bluebell, qui sont gérées "pour fournir le meilleur environnement pour le potentiel de croissance du poisson". Steve Broad, rédacteur en chef du magazine UK Carp, attribue la renommée de Benson à "son accessibilité":

« Selon les pêcheurs à la ligne passionnés, il n'y a que 20 carpes qui peuvent être sérieusement considérés comme "fans du public". Benson était proche du sommet de cette ligue. Ce qui a rendu Benson célèbre, c'est son accessibilité. Contrairement à d'autres grosses carpes, c'était un poisson que tout le monde pouvait aller chercher et essayer d'attraper. »

Cependant, cette accessibilité même rend le poisson controversé parmi l'élite du sport : « Les pêcheurs de tous les jours l'aimaient parce qu'il y avait une chance qu'ils puissent se faire prendre en photo avec l'un des gros poissons... certains pêcheurs sérieux ne l'aimaient pas parce qu'elle était ouverte à tout le monde »,. Néanmoins, l'existence du poisson devient un atout touristique pour les Bluebell Lakes.
Le record de prises Benson masque aussi son imprévisibilité. « Il y a eu une période où Benson a été attrapé tous les lundis pendant six semaines. Puis il a semblé qu'elle avait disparu pendant les 12 mois suivants », d'après les responsables du parc, suggérant d'éventuelles capacités d'apprentissage.

## Mort
The Daily Telegraph rapporte en août 2009 que le poisson avait été « empoisonné » :

« Une grande quantité de noix non cuites, qui sont toxiques et font gonfler les poissons car ils ne peuvent pas les digérer, a été trouvée à proximité sur la rive. Le propriétaire de Bluebell Lakes, Tony Bridgefoot, 53 ans, a déclaré qu'il craignait que le poisson ait été tué par des "pêcheurs à la ligne irresponsables. (...) Il semble donc que sa disparition ait été causée par l'introduction d'aliments nocifs pour les poissons. »,

Le successeur de Benson en tant que carpe commune populaire et très grande pourrait vivre près de l'ancien repaire du poisson. Ainsi de nombreux poissons d'au moins 20 kg vivent dans la zone et continuent de croître.
Il a depuis été confirmé que la cause la plus probable du décès n'est pas un empoisonnement aux noix, mais plutôt des complications reproductives dues à la parité.